# Championnats d'Amérique du Sud d'athlétisme 1995
Navigation
Lima 1993 Mar del Plata 1997
Les 38e Championnats d'Amérique du Sud d'athlétisme ont eu lieu à Manaus, au Brésil.

## Résultats

### Hommes
| Épreuve | Or                                                                                | Or                   | Argent                                                               | Argent            | Bronze                                                                | Bronze            |
| --- | --------------------------------------------------------------------------------- | -------------------- | -------------------------------------------------------------------- | ----------------- | --------------------------------------------------------------------- | ----------------- |
| 100 m | Robson da Silva Brésil                                                            | 10 s 29              | Édson Ribeiro Brésil                                                 | 10 s 30           | Carlos Gats Argentine                                                 | 10 s 51           |
| 200 m | Robson da Silva Brésil                                                            | 20 s 54              | Claudinei da Silva Brésil                                            | 20 s 68           | Carlos Gats Argentine                                                 | 20 s 90           |
| 400 m | Sanderlei Parrela Brésil                                                          | 45 s 74 CR           | Inaldo Sena Brésil                                                   | 45 s 88           | Wenceslao Ferrín Colombie                                             | 46 s 33           |
| 800 m | José Luiz Barbosa Brésil                                                          | 1 min 46 s 16 CR     | José de Oliveira Brésil                                              | 1 min 48 s 88     | Pablo Squella Chili                                                   | 1 min 49 s 80     |
| 1 500 m | Edgar de Oliveira Brésil                                                          | 3 min 38 s 81 CR     | José de Oliveira Brésil                                              | 3 min 41 s 73     | Jacinto Navarrete Colombie                                            | 3 min 44 s 27     |
| 5 000 m | Ronaldo da Costa Brésil                                                           | 13 min 51 s 66 CR    | Elenilson da Silva Brésil                                            | 14 min 04 s 97    | Jacinto Navarrete Colombie                                            | 14 min 07 s 63    |
| 10 000 m | Sérgio Gonçalves da Silva Brésil                                                  | 29 min 10 s 73       | César Troncoso Argentine                                             | 30 min 24 s 29    | Waldemar Cotelo Uruguay                                               | 30 min 43 s 66    |
| 3000 m steeple | Clodoaldo do Carmo Brésil                                                         | 8 min 56 s 87        | Eduardo do Nascimento Brésil                                         | 8 min 57 s 81     | Antonio Soliz Argentine                                               | 9 min 04 s 26     |
| 110 m haies | Joilto Bonfim Brésil                                                              | 13 s 92              | Arturo Rodríguez Chili                                               | 14 s 42           | Oscar Ratto Argentine                                                 | 14 s 60           |
| 400 m haies | Eronilde de Araújo Brésil                                                         | 48 s 63 CR           | Llimy Rivas Colombie                                                 | 50 s 37           | Francisco Lima Brésil                                                 | 52 s 19           |
| Saut en hauteur | Gilmar Mayo Colombie                                                              | 2,25 m CR            | Marcos dos Santos Brésil                                             | 2,15 m            | Fernando Moreno Argentine                                             | 2,15 m            |
| Saut à la perche | Cristián Aspillaga Chili                                                          | 4,70 m               | Oscar Veit Argentine                                                 | 4,60 m            | Renato Bortolocci Brésil                                              | 4,40 m            |
| Saut en longueur | Douglas de Souza Brésil                                                           | 8,05 m CR            | Nelson Ferreira Brésil                                               | 8,05 m            | Oscar Valiente Pérou                                                  | 7,16 m            |
| Triple saut | Messias José Baptista Brésil                                                      | 16,29 m              | Sergio Saavedra Venezuela                                            | 16,25 m           | Jefferson Ilário Brésil                                               | 16,16 m           |
| Lancer du poids | Gert Weil Chili                                                                   | 19,02 m              | Yojer Medina Venezuela                                               | 18,82 m           | Adilson Oliveira Brésil                                               | 17,68 m           |
| Lancer du disque | João dos Santos Brésil                                                            | 58,52 m              | Marcelo Pugliese Argentine                                           | 57,80 m           | Édson Miguel Brésil                                                   | 52,30 m           |
| Lancer du marteau | Andrés Charadia Argentine                                                         | 70,34 m              | Adrián Marzo Argentine                                               | 69,04 m           | Pedro Rivail Atílio Brésil                                            | 59,14 m           |
| Lancer du javelot | Luis Lucumí Colombie                                                              | 76,82 m              | Mauricio Silva Argentine                                             | 71,72 m           | Marcos Vieira Brésil                                                  | 70,04 m           |
| Décathlon | Pedro da Silva Brésil                                                             | 7 374 pts            | Márcio de Souza Brésil                                               | 6 762 pts         | Oscar Veit Argentine                                                  | 6 565 pts         |
| 20 000 m marche | Querubín Moreno Colombie                                                          | 1 h 28 min 57 s 3 CR | Héctor Moreno Colombie                                               | 1 h 31 min 03 s 9 | Ademar Kammler Brésil                                                 | 1 h 32 min 17 s 9 |
| 4 × 100 m | Brésil Édson Ribeiro Arnaldo da Silva Marcelo Brivilatti da Silva Robson da Silva | 39 s 42 CR           | Colombie Luis Vega Wenceslao Ferrin John Jairo Mena Robinson Urrutia | 40 s 31           | Argentine Jorge Polanco Cristian Vitasse Guillermo Cacian Carlos Gats | 40 s 78           |
| 4 × 400 m | Brésil Anderson dos Santos Eronilde de Araújo Inaldo Sena Sanderlei Parrela       | 3 min 4 s 93 CR      | Colombie Luis Vega Wenceslao Ferrin Llimy Rivas Robinson Urrutia     | 3 min 10 s 16     | Chili Carlos Morales Ricardo Roach Pablo Squella Juan Francisco Cobo  | 3 min 11 s 83     |
| Records et Performances - AR : Record continental (area record) - CR : Record des championnats (championship record) - MR : Record du meeting (meet record) - NR : Record national (national record) - OR : Record olympique (olympic record) - PR : Record paralympique (paralympic record) - PB : Record personnel (personal best) - SB : Meilleure performance personnelle de la saison (season's best) - WL : Meilleure performance mondiale de l'année (world leader) - WJR : Record du monde junior (world junior record) - WR : Record du monde (world record) Circonstances et Conditions - DNF : N'a pas terminé (did not finish) - DNS : N'a pas pris le départ (did not start) - DQ : Disqualification (disqualification) - NM : Aucun essai valable enregistré (No Mark) - Q : Qualifié « directement » au prochain tour (ou à la prochaine compétition), lors d'une compétition majeure, grâce au classement ou à la réalisation des minima (automatic qualifier) - q : Qualifié au prochain tour (ou à la prochaine compétition), lors d'une compétition majeure, grâce au repêchage ou à la réalisation de l'une des meilleures performances parmi celles des « non qualifiés directement » (grâce au meilleur temps ou à la meilleure distance par exemple) (secondary qualifier) |                                                                                   |                      |                                                                      |                   |                                                                       |                   |

### Femmes
| Épreuve | Or                                                                         | Or                | Argent                                                                 | Argent         | Bronze                                                                     | Bronze         |
| --- | -------------------------------------------------------------------------- | ----------------- | ---------------------------------------------------------------------- | -------------- | -------------------------------------------------------------------------- | -------------- |
| 100 m | Cleide Amaral Brésil                                                       | 11 s 38           | Mirtha Brock Colombie                                                  | 11 s 52        | Kátia de Jesus Santos Brésil                                               | 11 s 52        |
| 200 m | Kátia de Jesus Santos Brésil                                               | 23 s 34           | Cleide Amaral Brésil                                                   | 23 s 39        | Patricia Rodríguez Colombie                                                | 23 s 42        |
| 400 m | Ximena Restrepo Colombie                                                   | 51 s 93           | Luciana Mendes Brésil                                                  | 52 s 64        | Patricia Rodríguez Colombie                                                | 52 s 95        |
| 800 m | Marlene da Silva Brésil                                                    | 2 min 04 s 57     | Marta Orellana Argentine                                               | 2 min 06 s 37  | Mercy Colorado Équateur                                                    | 2 min 10 s 36  |
| 1 500 m | Marta Orellana Argentine                                                   | 4 min 21 s 60     | Célia dos Santos Brésil                                                | 4 min 23 s 23  | Clara Morales Chili                                                        | 4 min 24 s 89  |
| 5 000 m | Marlene Flores Chili                                                       | 16 min 48 s 35 CR | Esneda Londoño Colombie                                                | 16 min 48 s 67 | Bertha Sánchez Colombie                                                    | 16 min 49 s 58 |
| 10 000 m | Carmen de Oliveira Brésil                                                  | 33 min 55 s 84    | Marlene Flores Chili                                                   | 34 min 48 s 45 | Esneda Londoño Colombie                                                    | 36 min 26 s 55 |
| 100 m haies | Carmen Bezanilla Chili                                                     | 13 s 62           | Verónica Depaoli Argentine                                             | 13 s 92        | Vânia da Silva Brésil                                                      | 14 s 03        |
| 400 m haies | Ximena Restrepo Colombie                                                   | 57 s 42           | Marise da Silva Brésil                                                 | 58 s 62        | Flor Robledo Colombie                                                      | 59 s 90        |
| Saut en hauteur | Orlane dos Santos Brésil                                                   | 1,80 m            | Luciane Dambacher Brésil                                               | 1,75 m         | Mariela Andrade Argentine                                                  | 1,70 m         |
| Saut à la perche | Alejandra García Argentine                                                 | 3,10 m CR         | Conceição Geremias Brésil                                              | 2,70 m         | Patrícia de Oliveira Brésil                                                | 2,30 m         |
| Saut en longueur | Andrea Ávila Argentine                                                     | 6,58 m CR         | Luciana dos Santos Brésil                                              | 6,16 m         | Helena Guerrero Colombie                                                   | 6,06 m         |
| Triple saut | Andrea Ávila Argentine                                                     | 13,34 m           | Luciana dos Santos Brésil                                              | 13,07 m        | Milly Figueroa Colombie                                                    | 12,62 m        |
| Lancer du poids | Elisângela Adriano Brésil                                                  | 17,37 m CR        | María Isabel Urrutia Colombie                                          | 16,43 m        | Alexandra Amaro Brésil                                                     | 15,62 m        |
| Lancer du disque | Amélia Moreira Brésil                                                      | 55,10 m           | María Isabel Urrutia Colombie                                          | 54,60 m        | Liliana Martinelli Argentine                                               | 54,32 m        |
| Lancer du marteau | María Eugenia Villamizar Colombie                                          | 56,34 m CR        | Karina Moya Argentine                                                  | 52,18 m        | Zulma Lambert Argentine                                                    | 50,74 m        |
| Lancer du javelot | Zuleima Araméndiz Colombie                                                 | 54,82 m           | Carla Bispo Brésil                                                     | 52,56 m        | Zorobabelia Córdoba Colombie                                               | 51,82 m        |
| Heptathlon | Zorobabelia Córdoba Colombie                                               | 5 495 pts         | Euzinete dos Reis Brésil                                               | 5 322 pts      | Andrea Ávila Argentine                                                     | 5 290 pts      |
| 10 000 m marche | Miriam Ramón Équateur                                                      | 49 min 26 s 4     | Liliana Bermeo Colombie                                                | 49 min 34 s 9  | Nailse Pazin Brésil                                                        | 52 min 41 s 8  |
| 4 × 100 m | Brésil Cleide Amaral Lucimar de Moura Katia Regina Santos Vania dos Santos | 44 s 97           | Colombie Mirtha Brock Zandra Borrero Flor Robledo Helena Guerrero      | 45 s 64        | Chili Carmen Bezanilla Lisette Rondon Hannelore Grosser Marcela Barros     | 46 s 73        |
| 4 × 400 m | Colombie Mirtha Brock Flor Robledo Patricia Rodriguez Ximena Restrepo      | 3 min 33 s 37     | Chili Carmen Bezanilla Ismenia Guzman Hannelore Grosser Marcela Barros | 3 min 42 s 27  | Argentine Mariela Andrade Veronica Depaoli Sandra Izquierdo Marta Orellana | 3 min 49 s 58  |
| Records et Performances - AR : Record continental (area record) - CR : Record des championnats (championship record) - MR : Record du meeting (meet record) - NR : Record national (national record) - OR : Record olympique (olympic record) - PR : Record paralympique (paralympic record) - PB : Record personnel (personal best) - SB : Meilleure performance personnelle de la saison (season's best) - WL : Meilleure performance mondiale de l'année (world leader) - WJR : Record du monde junior (world junior record) - WR : Record du monde (world record) Circonstances et Conditions - DNF : N'a pas terminé (did not finish) - DNS : N'a pas pris le départ (did not start) - DQ : Disqualification (disqualification) - NM : Aucun essai valable enregistré (No Mark) - Q : Qualifié « directement » au prochain tour (ou à la prochaine compétition), lors d'une compétition majeure, grâce au classement ou à la réalisation des minima (automatic qualifier) - q : Qualifié au prochain tour (ou à la prochaine compétition), lors d'une compétition majeure, grâce au repêchage ou à la réalisation de l'une des meilleures performances parmi celles des « non qualifiés directement » (grâce au meilleur temps ou à la meilleure distance par exemple) (secondary qualifier) |                                                                            |                   |                                                                        |                |                                                                            |                |

## Tableau des médailles
| Rang | Nation    | Or | Argent | Bronze | Total |
| ---- | --------- | -- | ------ | ------ | ----- |
| 1    | Brésil    | 24 | 20     | 13     | 57    |
| 2    | Colombie  | 9  | 10     | 11     | 30    |
| 3    | Argentine | 5  | 8      | 12     | 25    |
| 4    | Chili     | 4  | 3      | 4      | 11    |
| 5    | Équateur  | 1  | 0      | 1      | 2     |
| 6    | Venezuela | 0  | 2      | 0      | 2     |
| 7    | Uruguay   | 0  | 0      | 1      | 1     |
| 7    | Pérou     | 0  | 0      | 1      | 1     |